# ブライアン・マギー
ブライアン・マギー（Brian Magee、1975年6月9日 - ）は、イギリスの元プロボクサー。リスバーン出身。元WBA世界スーパーミドル級レギュラー王者。

## 来歴
アマチュア時代に1998年ヨーロッパアマチュアボクシング選手権ミドル級で銀メダル、1998年コモンウェルスゲームズミドル級では銅メダルを獲得している。
1999年3月3日、プロデビュー。2回TKO勝ち。
2001年1月29日、ニール・リンフォードとIBOインターコンチネンタルスーパーミドル級王座決定戦で対戦し、12回判定勝ち。王座獲得に成功した。
2001年12月10日、IBO世界スーパーミドル級王者ラモン・アルトゥロ・ブリテェズと対戦し、初回KO勝ちで王座獲得に成功した。同王座を7度防衛。
2004年6月26日、ロビン・リードと対戦し12回判定負けを喫し、8度目の防衛に失敗し王座から陥落した。
2005年7月16日、ビタリ・ツィブコと、EBU欧州スーパーミドル級王座決定戦を行い、2-1の判定負けで王座獲得に失敗した。
2006年5月26日、BBBofC英国スーパーミドル級並びにコモンウェルスイギリス連邦スーパーミドル級王者カール・フローチと対戦。11回1分21秒KO負けを喫し王座の獲得に失敗した。
2007年8月25日、BBBofC英国ライトヘビー級王者トニー・オアキィーと対戦。12回引き分けに終わり王座獲得に失敗した。
2008年12月13日、BBBofC英国スーパーミドル級王座決定戦でスティーブ・マグワイアと対戦し、8回KO勝利で王座獲得に成功した。
2010年1月30日、EBU欧州スーパーミドル級王座決定戦でマドゥス・ラーセンと対戦し、7回TKO勝ちで王座獲得した。
2010年9月11日、ダブリンのナショナル・スタジアムでロマン・アラミアンと対戦し、アラミアンの8回終了時棄権により初防衛に成功した。
2011年3月19日、IBF世界スーパーミドル級王者ルシアン・ブーテと対戦。10回TKO負けで王座獲得に失敗した。
2011年7月30日、ジェイミー・バルボサとWBA世界スーパーミドル級暫定王座決定戦を行い、12回判定勝ちで王座獲得に成功した。
2012年2月18日、デンマークブロンビーのブロンビー・ハーレンでルーディ・マークンセンと対戦し、5回KO勝ちで初防衛に成功した。
2012年9月、当初は同年7月7日にレギュラー王者カロリー・バルザイとの団体内王座統一戦に合意しマギー陣営が興行権を得たが、バルザイが契約書へのサインを拒否したことで実現しなかった。
WBAは団体内王座統一戦の早期実現を求め、同年9月22日に王座統一戦を行うことで延期を認めたが、王座統一戦が行われる気配もなく実現の目処が立たないことから、バルザイからWBA世界スーパーミドル級レギュラー王座を剥奪した。同年10月30日にインドネシアのジャカルタで行われたWBA総会で、マギーをレギュラー王座に認定し、2度目の防衛戦をミッケル・ケスラーと行うことが決定した。
2012年12月8日、デンマークのヘアニングにあるユスケ・バンク・ボクセンで元WBAスーパー・WBC世界スーパーミドル級王者ミッケル・ケスラーと対戦し、3回24秒TKO負けを喫し2度目の防衛に失敗、王座から陥落した。試合後、マギーはドーピング検査で覚せい剤の一種であるオキシロフリンとβメチルフェネチルアミンの陽性反応を示し6ヶ月の出場停止処分が下され、現役を引退した。

## 獲得タイトル
- IBOインターコンチネンタルスーパーミドル級王座
- IBO世界スーパーミドル級王座
- BBBofC英国スーパーミドル級王座
- EBU欧州スーパーミドル級王座
- WBA世界スーパーミドル級暫定王者（防衛1→レギュラー王座認定）
- WBA世界スーパーミドル級レギュラー王座（防衛0）